# Ulrich Fischer (Musiker)

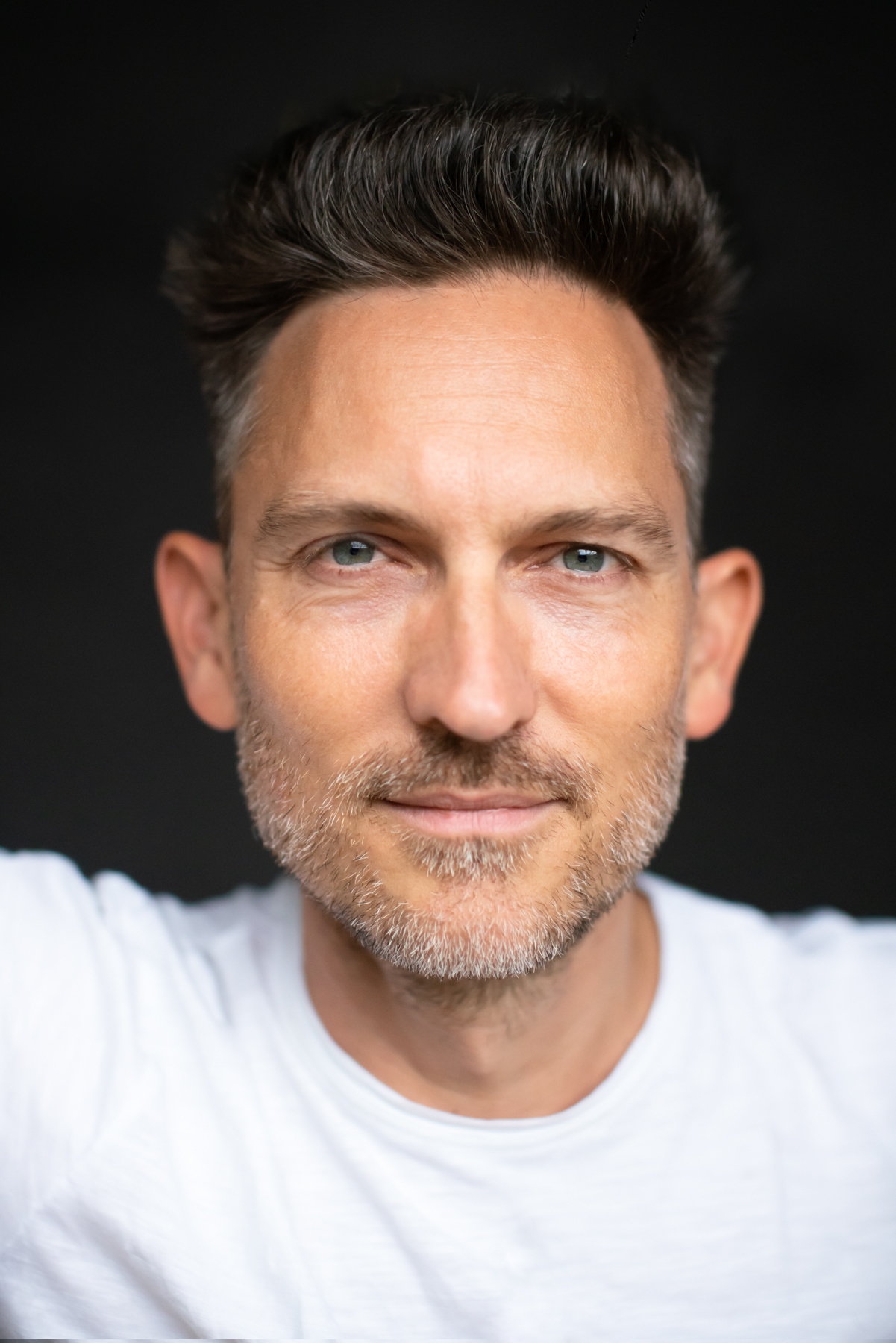
Ulrich Kaon Fischer (2019)

Ulrich Fischer (geb. 29. Oktober 1971 in Kassel) ist ein deutscher Musiker und Komponist. Er lebt in Berlin.

## Leben
Ulrich Fischer ging im nordhessischen Eschwege zur Schule. Nach Abitur 1990 und Zivildienst begann er 1991 zunächst ein Chemie-Studium in Marburg, wechselte 1994 jedoch an die Justus-Liebig-Universität Gießen zum Institut für Angewandte Theaterwissenschaft, welches er 1999 mit dem Diplom verließ. Im Rahmen des Studiums hatte er Gelegenheit zur Projektarbeit mit Heiner Goebbels, Bobby Baker, Richard Schechner, Jean Marie Straub und Danièle Huillet, parallel nahm er Gesangsunterricht bei Anselm Richter. Ab 1998 war er als Regieassistent für verschiedene freie Theatergruppen in Berlin tätig, etwa das Berliner Männerensemble (Die Bakchen nach Euripides) und Morph 2026. 1999, nach Beendigung des Gießener Studiums, zog er endgültig nach Berlin.
Während einer Ausbildung als Toningenieur an der SAE School Of Audioengineering in Berlin in den Jahren 2002–2003 begann er für die Musiksoftwarefirma Ableton AG zu arbeiten, für die er bis 2009 im Vertrieb und im Bereich der Trainerzertifizierung, zuletzt in leitender Funktion, tätig war. Nach Weiterbildungen im Studiengang Angewandte Stimmphysiologie beim Lichtenberger Institut und als NLP-Practitioner, -Master und -Trainer in den Jahren 2008–2012, ist er seit 2010 selbstständig tätig als Coach, Stimm- und Kommunikationstrainer.
In den Jahren 2011–2017 war er darüber hinaus als Dozent am Lehrstuhl für Theater- und Medienwissenschaft der Friedrich-Alexander-Universität Erlangen-Nürnberg verpflichtet.
Fischer hat eine jüngere Schwester.

## Künstlerische Laufbahn

### Musik
Ulrich Fischer ist als Musiker und Komponist unter dem Namen Kaon aus der Gothic-Szene der 1990er bekannt. Heute verwendet er daneben auch den Künstlernamen Ulrich Kaon. Neben dem Gesang war damals das Cello sein bevorzugtes Instrument, heute arbeitet er überwiegend mit elektronischen Klängen und Gastmusikern. Bereits im Alter von 5 Jahren begann er mit dem Cellounterricht und war in der Schulzeit Mitglied von verschiedenen Chor- und Orchesterensembles als Knabensopran. Seine heutige Stimmlage ist Bariton, seine Stimme schulte er ab 2007 in Berlin bei Jule Unterspann und Schirin Zareh.
Im Jahr 1993 entstanden erste Textvertonungen in Zusammenarbeit mit Christian Dörge. Als Gründungsmitglied der von Christian Dörge produzierten Band Syria wirkte er in den Jahren 1993 bis 1994 als Gastmusiker am Cello und Co-Arrangeur an Studioaufnahmen in Basel mit.
Über Dörge lernte Fischer 1994 Tilo Wolff und Anne Nurmi vom Musikprojekt Lacrimosa kennen. Wolff hatte Vertonungen zu Christian Dörges 1993 erschienener CD Lycia beigesteuert. Wolff engagierte Fischer 1994 als Cellist für Studioaufnahmen zu der Maxi-CD Schakal (1994) und dem Album Inferno (1995) sowie für einen Akustik-Gig 1996 anlässlich der Preisverleihung des vom Zillo-Musikmagazin an Lacrimosa vergebenen Alternative Rock Music Awards.
Nach der Trennung von Syria 1994 begann die Arbeit an eigenem Songmaterial während des mehrmonatigen Aufenthaltes im Sommer 1994 in Basel. Texte und Aufnahmen zum Soloalbum schlossen sich 1995 in Gießen an. 1996 erschien Kaon – Random Walk beim deutschen Label Discordia. Das Album enthält neben acht eigenen Songs auch eine Coverversion von Say Hello, Wave Goodbye des britischen Synthiepop-Duos Soft Cell. Intro-Kritiker Klaus Schneider bescheinigte der „Debut-CD“ ein „hohes Niveau“: „Zum Teil mit klassischen Instrumenten, wie Cello und Oboe eingespielt, ist Random Walk feinster Avantgarde-Pop, der am treffensten (sic!) mit Wolfsheim und Deine Lakaien zu vergleichen ist.“
Seit 2017 gibt es eine Zusammenarbeit mit dem Berliner Produzenten Enrico Tiberi (Nrec) für neues Songmaterial. Das Erscheinen eines zweiten Soloalbums von Kaon ist nach mehr als 20 Jahren Veröffentlichungspause im Laufe des Jahres 2020 geplant.

### Theater und Performance
Im Juli 1997 hatte Fischer während des Festivals 12 Stunden einen kurzen Gastauftritt in einer Performance seiner Kommilitoninnen She She Pop unter dem Titel Schlammbeißers Reisen.
Bei dem genreübergreifenden Performanceprojekt mit Manuela Weichenrieder Uli & Manu: Ein Lied für den Notar verband Fischer 1998 seine musikalischen Wurzeln mit der Theaterausbildung. Abgesehen von teilbiografischen Theaterpassagen beinhaltete der multimediale Abend Filmprojektionen. Fischer steuerte neben der Aktion als Darsteller Gesangspassagen und Cellospiel bei. Es wurde beim studentischen Theaterfestival Theatermaschine 98 mit Aufführungen in Gießen und Marburg gezeigt.
2005 übernahm Ulrich Fischer die Gestaltung des Sounddesigns für das dokumentarische Theaterprojekt Samtmann – Familienabend, 5 Jahre später in der Regie von Nicola Unger und Regina Wenig in den Sophiensälen in Berlin und 2009 erneut Sounddesign und Tontechnik für Unserdeutsch – ein dokumentarisches Südseemärchen in der Regie von Nicola Unger. Nach der Premiere 2009 in der Akademie der Künste Berlin im Rahmen des Festivals Sprachen ohne Grenzen war es in Rotterdam, Den Haag, Hamburg und Dresden zu sehen. Darüber hinaus trat Ulrich Kaon Fischer als Sänger 2014 mit dem Kabarettduo Die MIME*sissies auf.

## Mitgliedschaften
- seit 1995 GEMA
- seit 2012 Deutscher Verband für Neuro-Linguistisches Programmieren (DVNLP)[20]

## Diskografie

### Als Gastmusiker & Arrangeur
- 1994 Vermächtnis der Sonne. Lacrimosa: Schakal, Hall of Sermon / Deathwish Office
- 1994 Structure (Extended Remix). Syria: Giving Ground, Detroid Music
- 1995 Structure und Fragments. Syria: Ozymandias Of Egypt, Derrière Records / Black October Records[21]
- 1995 Vermächtnis der Sonne. Lacrimosa: Inferno, Hall of Sermon / Deathwish Office
- 1999 Vermächtnis der Sonne. Lacrimosa: Inferno / Schakal, Irond

### Sampler-Beiträge
- 1996 Space. Sampler: Taste This 6, Discordia[22]
- 1997 Whispers. Sampler: Zillo – Mystic Sounds Vol. 06, EFA

### Soloalben
- 1996 Kaon – Random Walk (Discordia)[23]